# Nazionale maschile di hockey su prato dell'Argentina
La nazionale di hockey su prato dell'Argentina è la squadra di hockey su prato rappresentativa dell'Argentina ed è posta sotto la giurisdizione della Confederación Argentina de Hockey.

## Partecipazioni

### Mondiali
- 1971 - 10º posto
- 1973 - 9º posto
- 1975 - 11º posto
- 1978 - 8º posto
- 1982 – 12º posto
- 1986 – 6º posto
- 1990 – 9º posto
- 1994 – 7º posto
- 1998 – non partecipa
- 2002 - 6º posto
- 2006 – 10º posto
- 2010 – 7º posto
- 2014 - 3º posto
- 2018 – 7º posto

### Olimpiadi
- 1908-1964 – non partecipa
- 1968 – 14º posto
- 1972 - 14º posto
- 1976 – 11º posto
- 1980-1984 – non partecipa
- 1988 - 8º posto
- 1992 - 11º posto
- 1996 – 9º posto
- 2000 – 8º posto
- 2004 – 11º posto
- 2008 – non qualificata
- 2012 – 10º posto
- 2016 – Campione

### Champions Trophy
- 1978-1986 – non partecipa
- 1987 - 5º posto
- 1988-2002 -  non partecipa
- 2003 - 5º posto
- 2004-2005 -  non partecipa
- 2006 - 6º posto
- 2007 - non partecipa
- 2008 - 3º posto
- 2009 - 2012 - non partecipa
- 2014 - 6º posto

### Pan American Cup
- 2000 - 3º posto
- 2004 - Campione
- 2009 - 3º posto
- 2013 - Campione